# Liste der Naturdenkmale in Roschbach
Die Liste der Naturdenkmale in Roschbach nennt die im Gemeindegebiet von Roschbach ausgewiesenen Naturdenkmale (Stand 23. Mai 2024).

## Naturdenkmale
| Nr.         | Bezeichnung  | Lage                                  | Beschreibung                                  | Bild            |
| ----------- | ------------ | ------------------------------------- | --------------------------------------------- | --------------- |
| ND-7337-236 | Zwei Akazien | Böchinger Straße, am Ortseingang Lage | Robinia pseudoacacia, zwei Bäume, hier Nr. 80 | Fotos hochladen |

## Ehemalige Naturdenkmale
| Nr. | Bezeichnung | Lage                         | Beschreibung                                                                                 | Bild                                    |
| --- | ----------- | ---------------------------- | -------------------------------------------------------------------------------------------- | --------------------------------------- |
|     | Baumgruppe  | Hauptstraße, vor Nr. 33 Lage | Tilia sp., zwei Bäume, und Aesculus hippocastanum, zwei Bäume;, hier Nr. 79 Bäume abgegangen | Direkt Bild zu diesem Denkmal hochladen |